# Hercostomus autumnalis
Hercostomus autumnalis är en tvåvingeart som beskrevs av Octave Parent 1935. Hercostomus autumnalis ingår i släktet Hercostomus och familjen styltflugor. Inga underarter finns listade i Catalogue of Life.